# Departament Guaraní

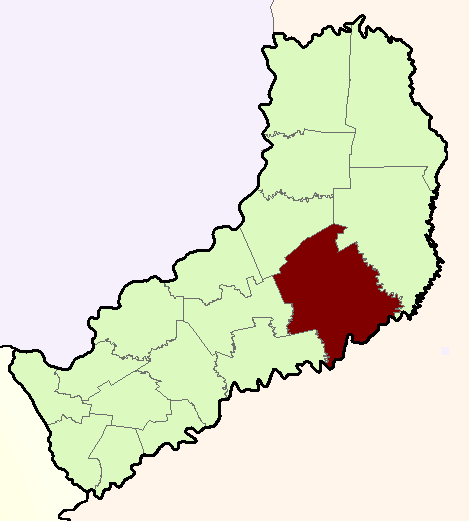
Departament Guaraní na tle prowincji Misiones

Departament Guaraní – jeden z 17 departamentów argentyńskiej prowincji Misiones. Stolicą departamentu jest miasto El Soberbio.
Powierzchnia departamentu wynosi 3314 km². Na obszarze tym w 2010 roku mieszkało 67 698 ludzi, czyli gęstość zaludnienia wynosiła 20,4 mieszkańców/km².
Od zachodu poprzez rzekę Urugwaj graniczy z Brazylią. Wokół niego znajdują się departamenty: 25 de Mayo, Cainguás, Montecarlo oraz San Pedro.